# La Guillermie
La Guillermie település Franciaországban, Allier megyében. Lakosainak száma 122 fő (2022. január 1.). La Guillermie Ferrières-sur-Sichon, Lavoine, Lachaux és Saint-Victor-Montvianeix községekkel határos.

## Népesség
A település népességének változása:
| Lakosok száma | 285  | 193  | 155  | 153  | 133  | 130  | 127  | 124  | 122  | 122  |
|               | 1968 | 1982 | 1990 | 2006 | 2013 | 2015 | 2017 | 2019 | 2020 | 2022 |